# Palotai József
Palotai József (születési nevén Purgstaller József) (Kőszeg, Vas vármegye, 1806. június 26. – Buda, 1867. április 11.) piarista szerzetes, bölcseleti és teológiai doktor, piarista kormányzó, egyetemi tanár és a Magyar Tudományos Akadémia rendes tagja.

## Élete
Szülővárosában, Kőszegen járt középiskolába. 1822. október 8-án a kegyestanító-rendbe Privigyén lépett, ahol az új növendékházban két évet töltött. Azután 1825-26-ban Temesvárt a nyelvészetet tanította; innét 1826-ban tanulmányainak folytatására Kolozsvárra küldték. Itt a bölcseleti tudományokat oly sikerrel hallgatta, hogy 1827-ben a pesti egyetem bölcseleti karától bölcseleti oklevelet kapott. 1828-29-ben Nyitrán és Szentgyörgyön elvégezte a hittani tanfolyamot, 1829. október 8-án Vácon pappá szentelték, majd 1830-31-ben a pesti gimnázium nyelvtani osztályaiban két évig tanított.
1833-ban a pesti egyetemen tanulta a keleti nyelveket és még azon évben hittudományi doktor lett. 1833-1835-ben a budai középiskolában mint a szónoklat tanára működött és utat nyitott magának a váci líceum bölcseleti tanszékére, melyet 1836-ban foglalt el ünnepélyesen. Érdemei jutalmazásául 1847-48-ban a nagykanizsai középiskola igazgatójává és ottani szerzetes társai főnökévé nevezték ki. 1848-ban a Verney József nyugalmaztatásával megürült bölcseleti tanszéket a magyar egyetemnél nyerte el, s ugyanazon év szeptember 2-án rendtársai kormányzónak választották. Az akkori mozgalmak következtében báró Geringer császári biztos rendkormányozóvá Tamásyt nevezte ki; ekkor visszavonult és Magyaróvárt irodalmi munkásságban lelt nyugalmat.
A Magyar Tudományos Akadémia 1844. december 24-én levelező, 1848-ban pedig a bölcseleti osztályban rendes taggá választotta (1853. március 16-án az igazgató tanács kinevezte). Purgstaller családi nevét 1848-ban változtatta Palotaira. 1851-52-ben a mernyei birtok pénzjövedelmének kezelője volt. 1853-55-ben Szegeden ismét a tanári pályán működött, 1854-55-ben egyszersmind rektor volt. 1856-58-ban Temesvárt rendfőnöki tanácsos, a ház rektora, a nagy gimnázium igazgatója, a hittan és bölcselet tanára.
1858-ban Vácon tartott rendtartományi gyűlésen a rend főnökévé választották. 1864-ben a rend kormányzásával harmadízben is megtisztelték. 1863-ban a gimnázium tanárvizsgáló bizottság elnöke lett. 1865-ben a Ferenc József-rend kis keresztjét kapta. 1865-ben a bécsi egyetem bölcseleti kara tiszteletbeli taggá választotta. 1866. június 30-án, éppen mikor mint a tanárvizsgáló bizottság elnöke működött, elmeháborodottságának adta jelét, ekkor a Schwarzer Ferenc gyógyító intézetébe szállították, ahol 1867. április 11-én meghalt.
Cikkei a Frankenburg által szerkesztett Életképekben (1844. Szontagh Gusztáv, Propyleumok a társasági philosophiához című munkájának ismertetése, 1846. A némajáték és színtánczról, Véleménykülömbség, Egyoldalú nézetek). Az Egyetemes Magyar Encyclopaediának munkatársa volt.

## Művei
- A bölcsészet elemei. Buda, 1843. Hat könyv (a Magyar Tudományos Akadémia száz arannyal jutalmazta. I. Bevezetés és lélektan, 2. kiadás, 1846., II. Gondolkodástan, 2. kiad. 1846., III. Ismetan, 2. kiad. 1846., Észtan, vagyis gondolkodás és ismerettan c., IV. Erkölcstan, 2. kiad. Erkölcs- és vallástan c., V. A szépműtan vázlata 2. kiad. 1844., VI. A bölcsészet történetének vázlata, 2. k. 1847. Uo.)
- Szépészet, azaz aesthetica. Elemző módszer szerint. Uo. 1850 (új kiadás. Bpest, 1875)
- Philosophiai propaedeutika, azaz tapasztalati lélektan, gondolkozástan és bevezetés a bölcsészetbe. Pest, 1851